# Nuestra Señora de Atocha

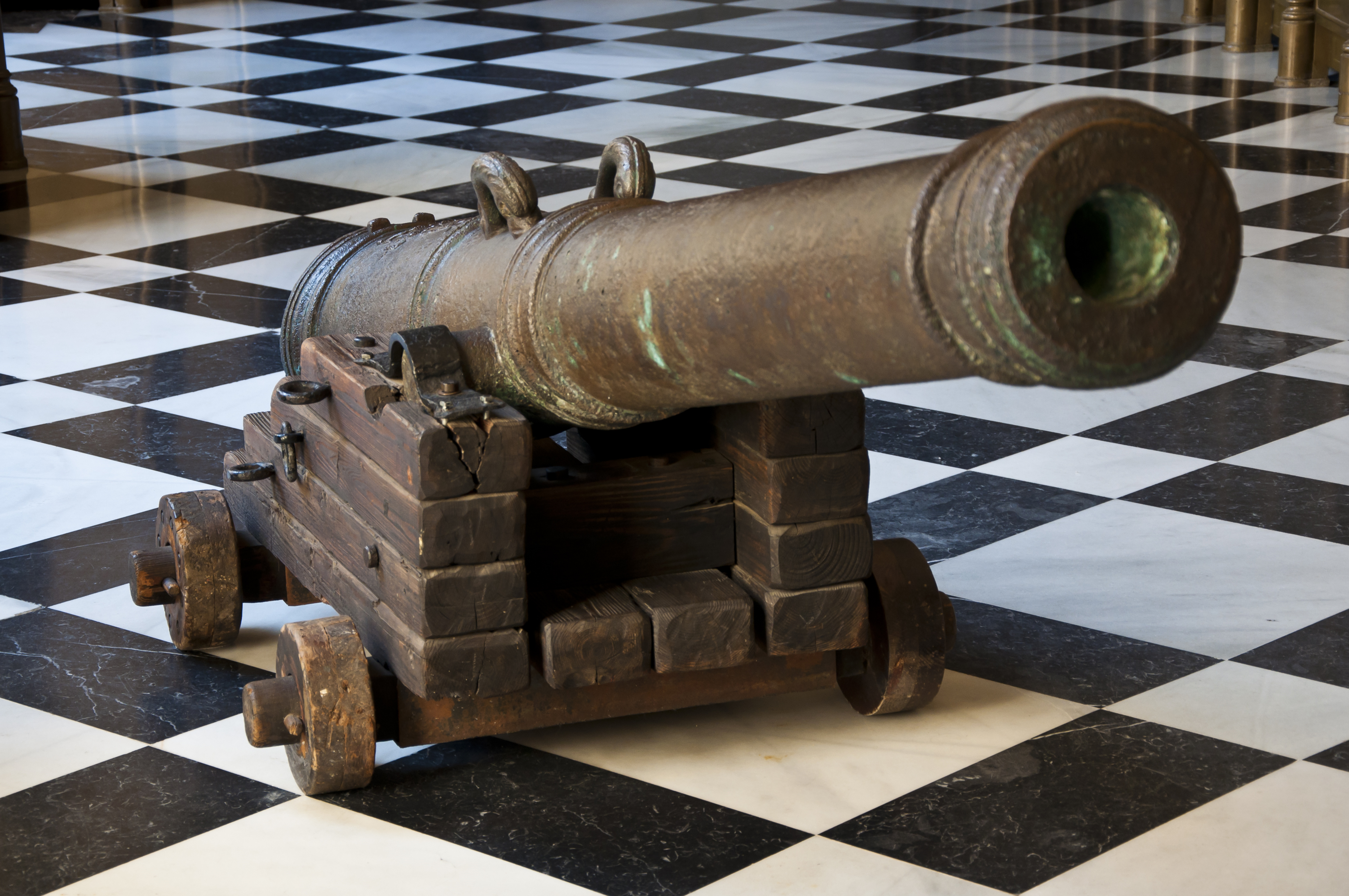
Cannone della nave Nuestra Señora de Atocha all'Archivo General de Indias.

La Nuestra Señora de Atocha è stato il galeone più famoso della flotta spagnola, naufragato nel 1622 al largo delle Isole Keys in Florida, mentre era diretto in Spagna con un carico comprendente rame, argento, oro, tabacco, pietre preziose, gioielli e manufatti in argento, caricati nei porti di Cartagena, Porto Bello, nel Vicereame della Nuova Granada e a L'Avana. La nave aveva preso il nome dalla Madonna di Atocha, venerata a Madrid nell'omonima basilica.

## Storia
Una sfortunata serie di contrattempi aveva trattenuto la Atocha a Veracruz prima che potesse incontrarsi a L'Avana con le navi della Flotta nazionale Tierra Firme. Dopo gli ulteriori ritardi a L'Avana, un convoglio di 28 navi non riuscì a partire per la Spagna fino al 4 settembre 1622, con sei settimane di ritardo sulla data prevista.
Il 6 settembre, la Atocha venne spinta da un violento uragano sulla barriera corallina vicina alle Dry Tortuga, circa 56 km ad ovest di Key West. Con lo scafo seriamente danneggiato, la nave affondò velocemente, facendo perire passeggeri ed equipaggio ad eccezione di tre marinai e due schiavi, che rimasero aggrappati all'albero di mezzana, l'unica parte del galeone che non affondò.
Dopo che le navi superstiti portarono la notizia del naufragio a L'Avana, le autorità spagnole inviarono altre cinque navi in soccorso della Atocha e della Santa Margarita, un'altra nave della flotta che si era incagliata vicino al luogo dell'affondamento dell'Atocha.
I soccorritori cercarono di raggiungere la carena sommersa, ma la nave era affondata in circa 17 metri d'acqua, rendendo difficile il recupero del carico o dei cannoni dalla nave.
Il 5 di ottobre dello stesso anno poi, un secondo uragano colpì di nuovo la zona, e sparpagliò ancor maggiormente i resti della Atocha.
Nel corso dei successivi 10 anni, gli spagnoli furono impegnati nelle operazioni di salvataggio del carico della Santa Margarita. Riuscirono a recuperare quasi la metà dell'immenso tesoro presente nelle sue stive, i cui resti erano adagiati in acque sufficientemente basse per consentire l'operatività di subacquei, che erano schiavi indiani.
Durante i successivi 60 anni, altri gruppi di ricerca spagnoli tentarono di localizzare il relitto perduto della Atocha, ma senza successo.
La perdita della flotta nel 1622 ebbe un impatto immediato in Spagna, costringendola ad indebitarsi di più per finanziare il suo ruolo nella Guerra dei trent'anni e a vendere diversi galeoni per raccogliere fondi.
L'esploratore Bartolomé García de Nodal morì il 5 settembre 1622, a circa 60 km da L'Avana, nel naufragio del galeone Atocha.

## Recupero e battaglia legale
Il cacciatore di tesori sommersi statunitense Mel Fisher e la sua squadra, costituita da una joint venture, cercarono la Atocha in fondo al mare per sedici anni e mezzo. Fisher aveva in passato trovato parti della nave gemella Santa Margarita nel 1980. Egli aveva anche proposto l'idea a molti altri cercatori potenziali che vennero scoraggiati dal fatto che questo pericoloso lavoro di immersioni subacquee era pagato al salario minimo almeno fino a quando non fosse stata trovata la nave. Il relitto dell'Atocha con il suo tesoro di oro, argento e smeraldi venne finalmente scoperto il 20 luglio 1985. Fu il figlio di Mel, Kane, che via radio diede la notizia al quartier generale dei cercatori del tesoro sulla costa della Florida, dalla barca di salvataggio Dauntless. Gli esperti compresero subito che il castello di poppa della nave, la parte che conteneva la maggior parte del tesoro, non era stata trovata. Questo e altri oggetti preziosi sarebbero stati stivati nella cabina del comandante, nella parte posteriore della Atocha.
Le monete recuperate, sia d'oro che d'argento, erano state coniate fra il 1598 ed il 1621, anche se ve ne erano anche di anni precedenti, alcune risalenti anche alla metà del XVI secolo. Molte di queste erano rare o sconosciute prima del recupero del relitto.
Dopo la scoperta, il Governo degli Stati Uniti sosteneva la titolarità del relitto e lo Stato della Florida sequestrò molti degli elementi che Fisher aveva recuperato dalle sue prime spedizioni di salvataggio. Dopo otto anni di contenzioso, la Suprema Corte si è pronunciata a favore di Fisher il 1º luglio 1982. La Atocha venne scoperta il 20 luglio 1985. Fisher morì il 19 dicembre 1998.
Nel giugno 2011, i subacquei della Treasure Mel Fisher trovarono un anello antico con smeraldo ritenuto proveniente dalla nave spagnola. Si dice che l'anello valga una cifra stimata di 500.000 dollari. L'anello è stato trovato a circa 58 km da Key West, insieme a due cucchiai d'argento e altri manufatti.